# Nerf naso-ciliaire
Le nerf naso-ciliaire (ou nerf nasal) est la branche terminale médiale du nerf ophtalmique, lui-même branche du nerf trijumeau (CN V). Il est de taille intermédiaire par rapport aux deux autres branches du nerf ophtalmique, le nerf frontal et le nerf lacrymal.

## Trajet
Le nerf naso-ciliaire  prend naissance à l'extrémité antérieure du sinus caverneux et pénètre dans l'orbite par la fissure orbitaire, entre les deux têtes du muscle droit latéral de l’œil et entre les branches supérieure et inférieure du nerf oculomoteur. Il croise le nerf optique (CN II) et passe obliquement sous le muscle droit supérieur de l’œil et le muscle oblique supérieur de l’œil jusqu'à la paroi médiale de la cavité orbitaire. Il traverse le foramen ethmoïdal antérieur en tant que nerf ethmoïdal antérieur et pénètre dans la cavité crânienne juste en dessous de la lame criblée de l'ethmoïde. Il fournit des branches à la membrane muqueuse de la cavité nasale et émerge finalement entre le bord inférieur de l'os nasal et les cartilages nasaux latéraux en tant que branche nasale externe.

### Branches
- nerf ethmoïdal postérieur
- nerf ethmoïdal antérieur
- nerfs ciliaires longs
- nerf infra-trochléaire
- branche communicante avec le ganglion ciliaire

## Rôle
Les branches du nerf naso-ciliaire assurent l'innervation sensorielle des structures entourant l'œil telles que la cornée, les paupières, la conjonctive, les alvéoles ethmoïdales et la muqueuse de la cavité nasale.

## Aspect clinique
Les nerfs ciliaires courts et longs portant la branche afférente du réflexe cornéen, la réponse à ce réflexe permet de tester l'intégrité du nerf naso-ciliaire et du nerf trijumeau.
Normalement, les deux yeux doivent se fermer lorsque l'une des cornées est excitée.
Si aucun œil ne se ferme, soit le nerf naso-ciliaire ipsilatéral est endommagé, soit le nerf facial (CN VII) est endommagé bilatéralement.
Si seul l'œil controlatéral se ferme, le nerf facial ipsilatéral est endommagé.
Si seul l'œil homolatéral se ferme, le nerf facial controlatéral est endommagé.

## Galerie

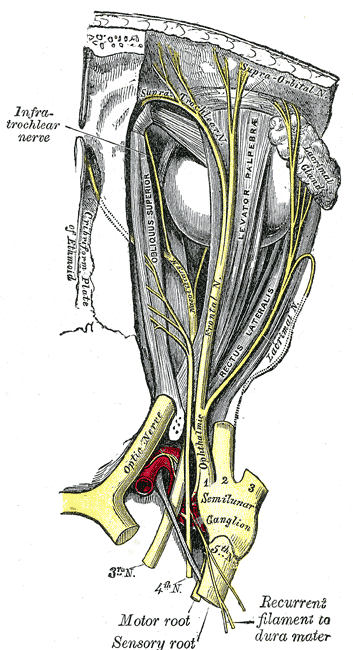
Nerfs de l'orbite. Vue d'en haut.
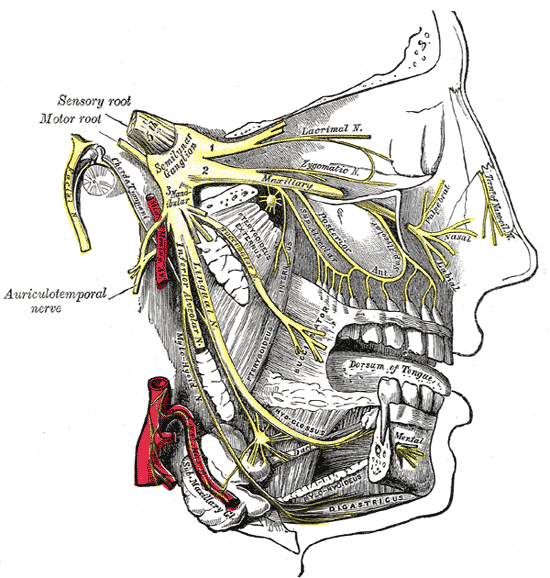
Répartition des nerfs maxillaires et mandibulaires et du ganglion sous-maxillaire.
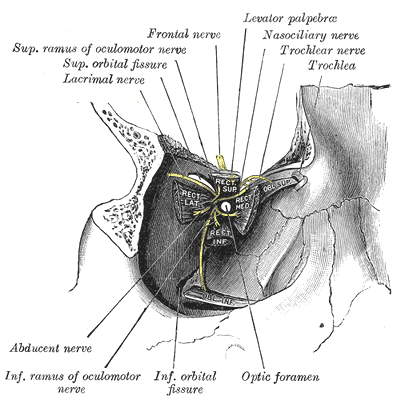
Dissection montrant les origines des muscles oculaires droits et des nerfs pénétrant par la fissure orbitaire supérieure.
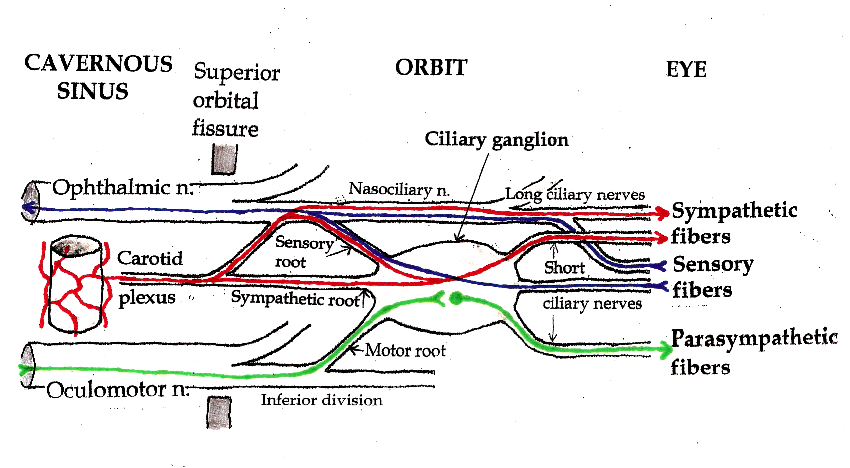
Voies dans le ganglion ciliaire.
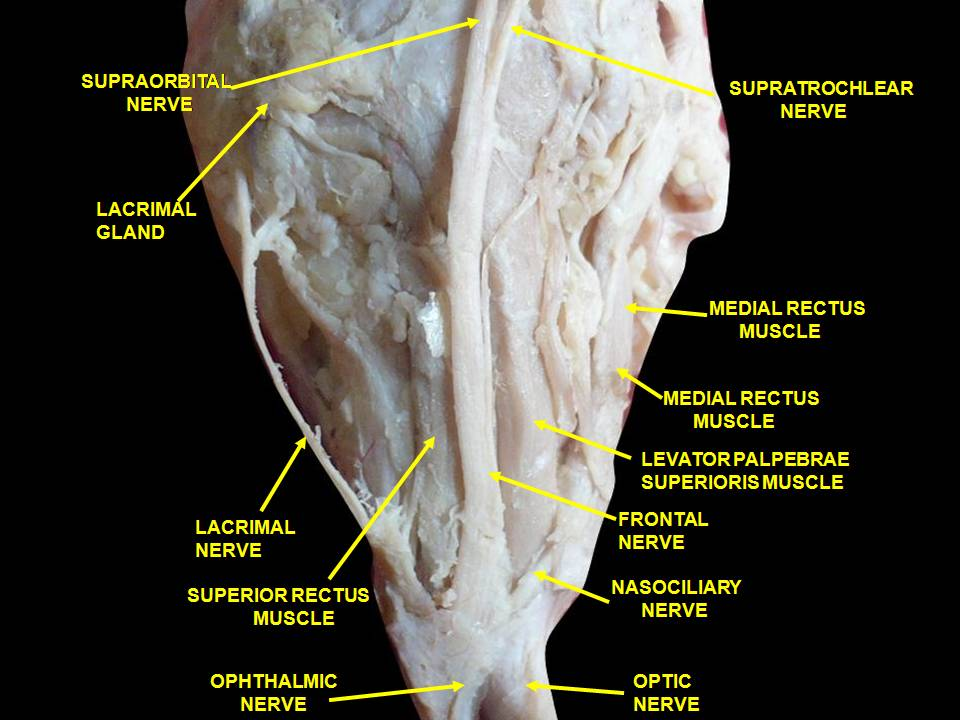
Muscle oculaire extrinsèque. Nerfs de l'orbite. Dissection profonde.